# Valentina Turisini
Valentina Turisini (n. 16 august 1969, Trieste, Teritoriul Liber al Triestului⁠(d)) este o trăgătoare de tir ce a reprezentat Italia, medaliată olimpică. A participat la 2 ediții ale Jocurilor Olimpice (2004, 2008) în care a câștigat o medalie de argint.